# Saint-Germain-sur-Morin
Saint-Germain-sur-Morin is een gemeente in het Franse departement Seine-et-Marne (regio Île-de-France) en telt 2755 inwoners (1999). De plaats maakt deel uit van het arrondissement Meaux.

## Geografie
De oppervlakte van Saint-Germain-sur-Morin bedraagt 4,8 km², de bevolkingsdichtheid is 574,0 inwoners per km².
De onderstaande kaart toont de ligging van Saint-Germain-sur-Morin met de belangrijkste infrastructuur en aangrenzende gemeenten.

## Demografie
Onderstaande figuur toont het verloop van het inwonertal (bron: INSEE-tellingen).